# Cirrhilabrus katoi
Cirrhilabrus katoi là một loài cá biển thuộc chi Cirrhilabrus trong họ Cá bàng chài. Loài này được mô tả lần đầu tiên vào năm 2000.

## Từ nguyên
Từ định danh katoi được đặt theo tên của Shoichi Kato, chủ sở hữu của Regulus Diving, người đã thu thập mẫu định danh của loài cá này.

## Phạm vi phân bố và môi trường sống
C. katoi ban đầu chỉ được biết đến tại bán đảo Izu và Kashiwajima (Nhật Bản), sau đó đã mở rộng đến Cagayan (cực bắc Philippines). Chúng sống tập trung gần các rạn san hô trên nền đá vụn ở độ sâu khoảng 20–40 m.

## Mô tả
Chiều dài lớn nhất được ghi nhận ở C. katoi là 7,5 cm.
Cá đực có màu đỏ cam đậm, vàng hơn ở nửa thân dưới và bụng. Đầu và thân dưới có nhiều vệt sọc màu xanh coban, lưng cũng có một sọc tương tự và trở nên sáng hơn khi chúng vào mùa giao phối (như hình). Vây lưng mang các màu đỏ, vàng và cam, lốm đốm các vệt màu xanh ánh kim, nổi bật với một vệt đen ở vây sau. Vây hậu môn rất lớn và có màu đỏ rực, lốm đốm xanh. Vây đuôi có nhiều màu tùy thuộc vào góc của ánh sáng tới, hồng tím đến xanh lục lam hoặc vàng lục. Vây bụng dài, màu vàng viền xanh óng.
Số gai ở vây lưng: 11; Số tia vây ở vây lưng: 9; Số gai ở vây hậu môn: 3; Số tia vây ở vây hậu môn: 9; Số tia vây ở vây ngực: 15; Số gai ở vây bụng: 1; Số tia vây ở vây bụng: 5.

## Phân loại học
C. katoi là loài chị em gần nhất với Cirrhilabrus pylei và Cirrhilabrus briangreenei.

## Sinh thái học
C. katoi thường lẫn vào đàn của các loài Cirrhilabrus khác. Cá đực thường sống cùng với nhiều con cá cái và cá con trong bầy của nó.

## Thương mại
C. katoi được thu thập ngành trong ngành buôn bán cá cảnh và được bán với giá khoảng 100 USD tại Hoa Kỳ.